# Automobiles Sans Soupapes
Automobiles Sans Soupapes (deutsch: Automobile ohne Ventile) war ein französischer Hersteller von Automobilen.

## Unternehmensgeschichte
P. Schmitt oder Bernard Verdy gründete 1919 das Unternehmen in Lyon in der Rue de l‘Abondance 35 zur Produktion von Automobilen. Der Markenname lautete ASS.
Das Unternehmen warb mit dem Spruch L'Automobile pour tous, also Automobile für jedermann. 1920 endete die Produktion. Insgesamt entstanden nur wenige Fahrzeuge. P. Schmitt wechselte zu Automobiles Beck.

## Fahrzeuge

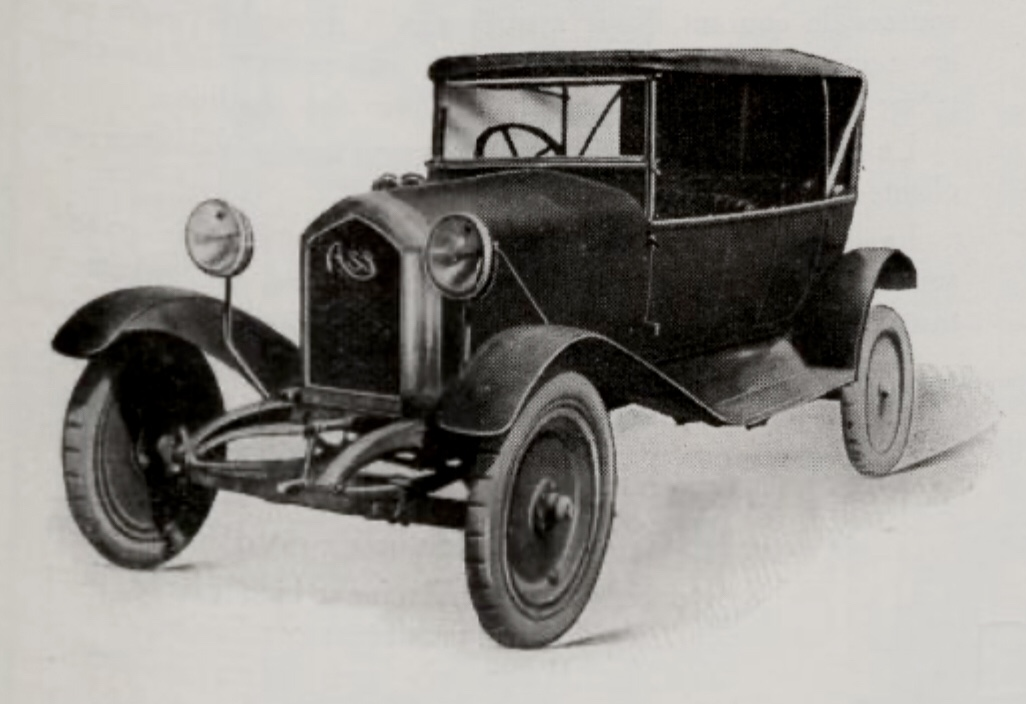
A.S.S 1919

Das einzige Modell war ein Kleinwagen. Für den Antrieb sorgte ein 12 HP Zweizylinder-Zweitaktmotor von Thomas mit 1248 cm³ Hubraum mit 85 mm Bohrung und 110 mm Hub. Die maximale Leistung wurde bei 1500/min erzielt. Der Radstand betrug  2850 mm und die Spurweite lag bei 1450 mm. Die Fahrzeuglänge betrug 3600 mm und die Fahrzeugbreite 1600 mm. Die Bereifung hatte die Größe 765 × 105. Das Fahrzeuggewicht betrug 600 kg. Die Höchstgeschwindigkeit lag bei 65 km/h bis 70 km/h. Der Verbrauch war mit 10 Liter auf 100 km angegeben. Im Angebot standen offene Zweisitzer und Viersitzer sowie ein Coupé. Im März 1919 betrug der Neupreis niedrige 4750 Franc und im Februar 1920 zu hohe 10950 Franc.